# Mélanie Disdier
Mélanie Disdier (nascida a 27 de Janeiro de 1974) é uma política francesa do Reagrupamento Nacional que foi eleita membro do Parlamento Europeu em 2024. Serviu como vereadora municipal de Caudry a partir de 2003 e foi membro do Conselho Regional de Hauts-de-France de 2004 a 2010 e de 2015 a 2024. De 2002 a 2022, foi candidata à Assembleia Nacional no 18.º círculo eleitoral de Nord em quatro eleições legislativas.